# 佐竹保治郎
佐竹 保治郎（さたけ やすじろう、1883年（明治16年）5月25日 - 1955年（昭和30年）1月20日）は、大日本帝国陸軍軍人。最終階級は陸軍中将。

## 経歴
1883年（明治16年）に東京府で生まれた。陸軍士官学校第18期、東京帝国大学建築学科卒業。1930年（昭和5年）8月1日、陸軍工兵大佐進級と同時に工兵第7大隊長に就任し、1932年（昭和7年）6月に陸地測量部三角科長、1933年（昭和8年）8月に陸軍築城部部員を歴任した。
1935年（昭和10年）3月15日に陸軍少将に進級し、澎湖島要塞司令官に着任。1936年（昭和11年）3月に陸軍築城部本部長に転じ、1938年（昭和18年）3月に陸軍中将に進級し、1939年（昭和14年）3月9日に待命、3月22日に予備役に編入された。1945年（昭和20年）3月1日に召集され、第10方面軍司令部附となった。
1947年（昭和22年）11月28日、公職追放仮指定を受けた。